# Шенад Ерен
Шенад Ерен (ірл. Seanad Éireann (i[ˌʃænədˈɛərən] Шанед Ерен, англ. Senate of Ireland) — верхня палата парламенту Ірландії. Сенад Ерен складається з 60 членів і має обмежені повноваження, не маючи права відхиляти прийняті Дойл Ереном закони. Також в Сенаті Ірландії може бути розроблений будь-який законопроєкт, що не стосується оподаткування, бюджету і державних витрат. Резиденція Сенату розміщується в Ленстер-хаусі.